# Clodovil Soft
Clodovil Soft foi um programa de televisão brasileiro vespertino diário exibido pela Rede Bandeirantes em 1998 e apresentado por Clodovil Hernandes. Foi mais um dos programas que marcaram a carreira do apresentador antes de ser político. O programa estreou em 24 de agosto de 1998, tendo ocupado o antigo horário do gameshow Supermarket e passando a dividir as tardes com outros programas da emissora, como Sílvia Poppovic. Porém, devido à personalidade polêmica do apresentador e suas críticas ácidas, especialmente contra Adriane Galisteu, o programa foi encerrado menos de três meses depois, sendo exibido pela última vez no dia 5 de novembro de 1998.